# Natalia Reuttowa
Natalia Reuttowa, z domu Kozłowska (ur. 3 stycznia 1909 w Aleksandrówce, w ówczesnym powiecie kaniowskim, zm. 30 lipca 1986 w Lublinie) – polska pedagog, docent doktor habilitowana.

## Życiorys
Ukończyła miejskie gimnazjum żeńskie w Toruniu, od 1925 studiowała polonistykę na Uniwersytecie Poznańskim, w 1929 otrzymała absolutorium, a następnie podjęła pracę jako nauczycielka w miejskim gimnazjum żeńskim w Lesznie. W 1934 rozpoczęła ponownie studia na Uniwersytecie Poznańskim, tam w 1938 obroniła pracę magisterską z filozofii (w zakresie pedagogiki) Dążenia i ideały żeńskiej młodzieży gimnazjalnej. Następnie pracowała w Liceum dla Wychowawczyń w Przedszkolu w Poznaniu jako nauczyciel przedmiotów pedagogicznych. W czasie II wojny światowej pracowała fizycznie, uczestniczyła także w tajnym nauczaniu. 
Od lutego 1945 do 1947 pracowała jako nauczycielka polskiego i propedeutyki filozofii w Gimnazjum i Liceum im. Bergera w Poznaniu, od sierpnia 1946 równocześnie jako starszy asystent w Katedrze Psychologii Uniwersytetu Poznańskiego. W 1950 obroniła pracę doktorską Ocena identycznych odcinków czasu przez dzieci w wieku szkolnym i do 1954 pracowała na Uniwersytecie Poznańskim jako adiunkt. W latach 1954–1957 była zatrudniona jako zastępca profesora na Wydziale Filozofii Chrześcijańskiej Katolickiego Uniwersytetu Lubelskiego.
Od 1957 do 1978 pracowała na Uniwersytecie Marii Curie-Skłodowskiej w Lublinie, początkowo w Katedrze Psychologii i Rozwojowej Wydziału Humanistycznego. W 1961 habilitowała się na podstawie pracy Zagadnienie wysiłku intelektualnego u dzieci i w 1962 została mianowana docentem. W tym samym roku przeniosła się do Katedry Psychologii Wychowawczej, którą kierowała w latach 1966–1972, w roku akademickim 1972/1973 kierowała Zakładem Psychologii, w latach 1973–1976 Zakładem Psychologii Ogólnej, Rozwojowej i Wychowawczej, w latach 1976–1978 Zakładem Psychologii Ogólnej i Wychowawczej.
W swoich pracach zajmowała się m.in. zagadnieniami wysiłku intelektualnego dzieci, formami społecznego życia dziecka, teoriami uczenia się. Opublikowała książki Uczenie się dorosłych analfabetów. Analiza psychologiczna (1957 – z Józefem Reuttem) Badania osobowości metodą TAT Murraya (1960 – z Józefem Reuttem), Dziecko w szkole. Aspekty poznawcze i wychowawcze (1981).
W 1972 została odznaczona Złotym Krzyżem Zasługi, w 1976 Medalem Komisji Edukacji Narodowej, w 1978 Krzyżem Kawalerskim Orderu Odrodzenia Polski.

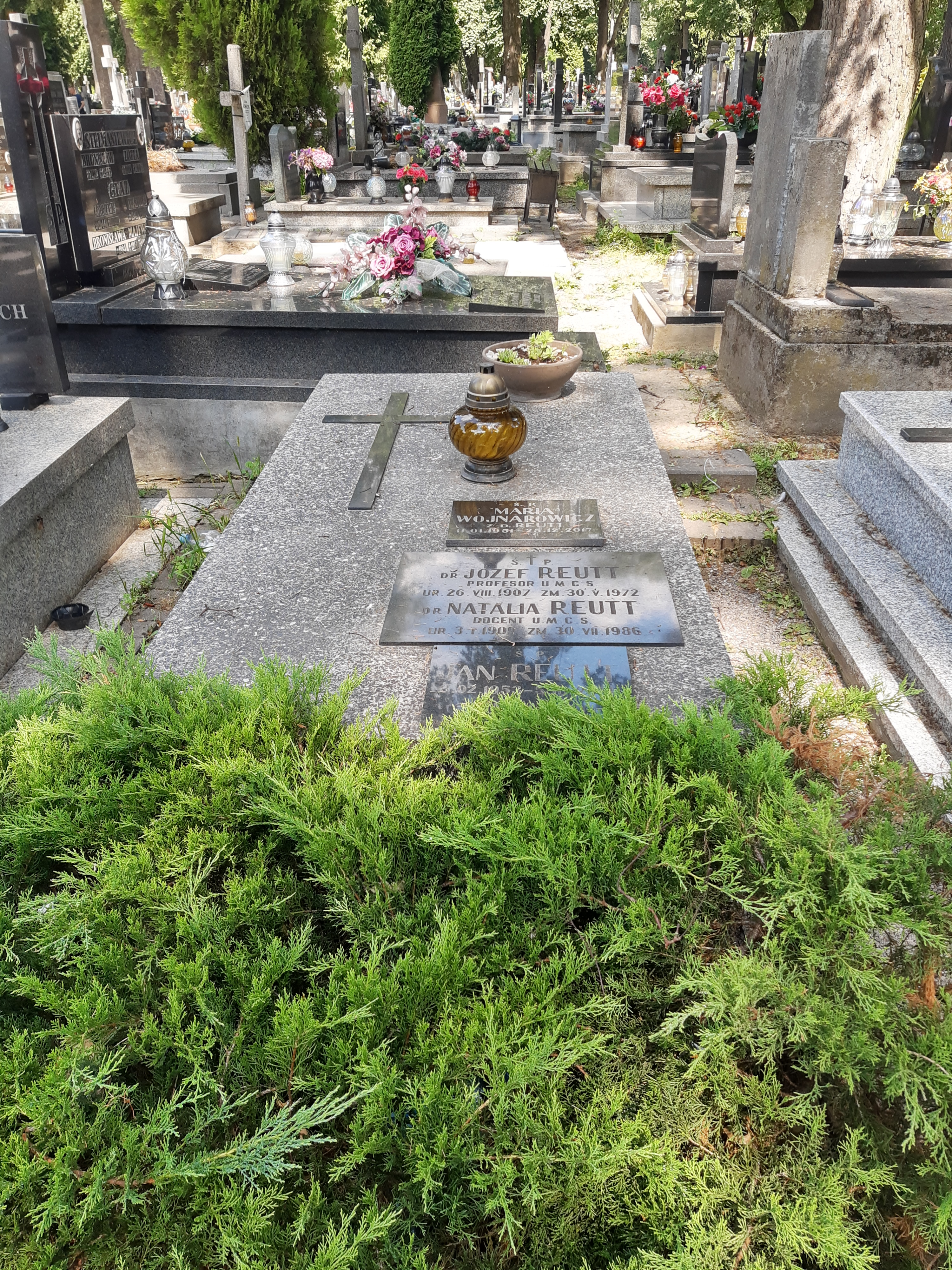
Grób Józefa i Natalii Reuttów na cmentarzu przy ulicy Lipowej

Jej mężem był Józef Reutt. Jest pochowana na Cmentarzu przy ul. Lipowej w Lublinie.